# 張赫 (明朝)
張赫（1324年—1390年9月13日），臨淮（今安徽凤阳）人，明朝军事将领。
其早年率众捍卫乡里，后跟从朱元璋渡江，任常春翼元帥，守卫常州。后跟从攻占潘阳、武昌，与张士诚交战。之后攻下慶元，洪武元年，升任福州衛都指揮副使，晋本衛同知，后改任署都指揮使司事。因为沿海屡受日倭骚扰，后出兵攻至琉球。之后负责运送粮草到辽东，后因其善于海事，被命为督海運事，封航海侯。洪武二十三年八月初五日（1390年9月13日）病终，年六十七，追封恩國公，諡号庄簡。
夫人高氏，子三人：张荣、张政、张敏。

## 官职
- 至正十三年（1353年），朱元璋在濠州起兵，率众归附，授千户，从朱元璋征讨，克定远
- 至正十四年（1354年）正月，克泗州，七月，取滁州，升万户
- 至正十五年（1355年）闰正月，随总管赵子中攻破和州，败鸡笼山寇兵，六月，随朱元璋渡长江，攻占太平府，升总管，东收溧水、溧阳
- 至正十六年（1356年）二月，击元中丞克蛮子海牙水寨，获船一艘。三月初一，从取集庆路，大破方山陈兆先营，手俘其镇抚王某。初十日，克集庆，得兵数百人，乘胜东下。十七日，克镇江。
- 至正十七年（1357年）三月，因徐达等人久攻常州不下，受命统兵与汤和、徐达汇合，急攻而破，以功进阶定远将军、常春翼元帥，守御常州。
- 至正二十三年（1363年）夏，陈友谅汉军围洪都，七月，参与两军鄱阳湖大战，陈友谅兵败身死。十月，从常遇春征武昌。
- 至正二十四年（1364年）二月，陈理降，武昌平定。
- 至正二十六年（1366年）八月，参与征讨张士诚。十月，从破旧馆、升山诸寨。十一月，下湖州，进围苏州，负责攻打阊门。
- 至正二十七年（1367年）九月，苏州城破，张士诚就擒。十月。命从汤和征讨方国珍。十一月，克慶元、温州、台州，方国珍外逃海外岛中，不久投降。
- 洪武元年（1368年），升福州都衛指揮副使，诰授明威将军。
- 洪武二年（1369年）七月，海上倭寇不时出现，骚扰沿海，張赫被调往东崎水寨，主持剿寇，杀获甚多。
- 洪武三年（1370年）十一月，升福州衛指揮同知，授世袭诰书，进怀远将军。
- 洪武四年（1371年）正月，开设都指挥使司，命張赫署事。
- 洪武五年（1372年）秋，因捕倭慢攻，被罚俸。
- 洪武八年（1375年）三月，总督官军南边水寨。六月，统率军船入牛山海洋（在台湾海峡），遇到倭寇，追至琉球大洋，生擒贼首18人，斩首数十，获倭船数艘。十一月，设福州左卫，以張赫兼署其事。
- 洪武九年（1376年）冬，调往兴化卫（在莆田）。
- 洪武十一年（1378年）二月，召回南京，升大都督府佥事。
- 洪武十二年（1379年），负责督送马匹到辽东，十三年、十四年每年运一次。
- 洪武十五年（1382年）夏，统兵剿灭东椒山寇。仍督辽运至洪武二十年。
- 洪武二十年（1387年）九月，受封“开国辅运推诚宣力武臣”称号，封航海侯，子孙世袭。继续督辽东海運事。
- 洪武二十三年（1390年）八月初五日（1390年9月13日）病终于府第，年六十七。十月十二日赐葬安德乡下保魏家库官山之原（今南京市雨花台区西善桥小刘家村），追封恩國公，諡庄簡。